# Марг Хелгенбъргър
Марг Хелгенбъргър (на английски: Marg Helgenberger) е американска филмова и телевизионна актриса родена на 16 ноември 1958 г. По-позната е с ролята си като Катрин Уилоус в американския сериен филм „От местопрестъплението“ и като Карън Шарлин Колоски в драмата „China Beach“, за чиято роля през 1990 г. печели награда ЕМИ за „Изключително добра поддържаща женска роля в драматичен сериал“.

## Ранен живот
Марг (произнася се с твърдо „Г“, а не Мар „ДЖ“ (идващото от Маргарет)) Хелгенбъргър е родена във Фремонт, щата Небраска. Марг завършва „North Bend Central High School“. Дъщеря е на Мери Кай, която е медицинска сестра и на Хю Хелгенбъргър, който е хранителен инспектор. Има по-голяма сестра Ан и по-малък брат-Кърт. Актрисата е с ирландско-германски корени и е възпитана в духа на католическите традиции.

## Личен живот
През 1984 г. Хелгенбъргър се запознава с Алън Розенберг, като гост-актьор на „Ryan's Hope“. Двамата стават приятели през 1986 г. Сключват брак през 1989 г. и имат син Хю Хоуърд Розенберг (роден 1990), кръстен е на бащата на Марг – Хю Хелгенбъргър. На 1 декември 2008 г. двойката обяви, че се разделя. На 25 март 2009 г. Марг подава молба за развод. Развода им приключи през февруари 2010 г.

## Филмография
- Under the Dome (2015) – Кристин Прайс
- Intelligence (2014) – Лилиан Стренд
- От местопрестъплението (2000 – 2013) – Катрин Уилоус
- Conan: Red Nails (2009) – Принцеса Таскела
- Wonder Woman (2009) – Хера
- Columbus Day (2008) – Алис
- Mr. Brooks (2007) – г-жа Ема Брукс
- In Good Company (2004) – Ан Форман
- King of the Hill (2004) – г-жа Хановер/Красивата ученичка
- Perfect Murder, Perfect Town: JonBenét and the City of Boulder (2000) – Патси Рамси
- Фрейзър (2000) (1 епизод) – Емили
- Ерин Брокович (2000) – Дона Дженсън
- Lethal Vows (1999) – Елън Фарис
- Happy Face Murders (1999) – Джен Поуел
- Thanks of a Grateful Nation (1998) – Джерилин Фолс
- Species II (1998) – д-р Лаура Бейкър
- Giving Up the Ghost (1998) – Ан Хобсън
- Gold Coast (1997) – Карен Ди Силия
- The Last Time I Committed Suicide (1997) – Лици
- Fire Down Below (1997) – Сара Келъг
- My Fellow Americans (1996) – Джоана
- Frame by Frame (1996) – детектив Роус Екбърг
- Спешно отделение (1996) (5 епизода) – Карен Хинс
- Inflammable (1995) – лейт. Кай Долън
- The Larry Sanders Show (1995) – Сюзън Елиът
- Species (1995) – д-р Лаура Бейкър
- Лоши момчета (1995) – кап. Алисън Синклър
- Just Looking (1995) – Дарлин Карпентър
- The Cowboy Way (1994) – Маргарет
- Where Are My Children? (1994) – Ванеса Скот
- Lie Down with Lions (1994) – Кейт Нисън
- Keys (1994) – Маурийн Кикасола
- Blind Vengeance (1994)
- Fallen Angels (1993) – Иви Криси
- When Love Kills: The Seduction of John Hearn (1993) – Деби Банистер
- Distant Cousins (1993) – Кони
- The Tommyknockers (1993) – Роберта Андерсън
- Partners (1993) – Джорджин Бидлел
- Through The Eyes Of A Killer (1992) – Лоури Фишър
- In Sickness and in Health (1992) – Мики
- The Hidden Room (1991) – Джейн
- Tales from the Crypt (1991) – Вики
- Death Dreams (1991) – Криста Уестфилд
- Crooked Hearts (1991) – Жанета
- Blind Vengeance (1990) – Вирджиния Уайтуоу
- Peacemaker (1990) – г-жа Купър
- Винаги (1989) – Рейчъл
- After Midnight (1989) – Алекс
- China Beach (1988 – 1991) – Карън Шарлин Колоски
- Matlock (1987) – Лаура Норлууд
- Shell Game (1987) – Натали Тейлър
- Spenser: For Hire (1986) – Нанси Кетъринг
- Тутси (1982) – Сюзън
- Ryan's Hope (1981 – 1996) – Сьобан Новак

Участия като Гост-звезда
- The Daily Show (декември 2001)
- The Early Show (2002, 2003, 2005, 2006, 2007)
- The View (2003, 2006, 2010)
- Live with Regis and Kelly (2005, 2006, 2007)
- The Ellen DeGeneres Show (декември 2005)
- The Late Late Show with Craig Ferguson (2005, 2007, 2009, 2010)
- On the Air with Howard Stern (2005)
- The Tony Danza Show (2005)
- „What A Pair“ концерт (май 2006)
- Късното шоу на Дейвид Летърман (септември 2006, април 2009)
- „What A Pair“ концерт (юни 2007)